# Il bus bianco
The White Bus è un film cortometraggio del 1967 diretto da Lindsay Anderson, adattamento cinematografico di un racconto tratto da Sweetly Sings the Donkey di Shelagh Delaney.

## Trama
Una ragazza lascia Londra, su un treno pieno di tifosi di calcio e fa un viaggio in un autobus bianco a due piani in una città senza nome.